# Stanislas Sorel
Stanislas Sorel (1803, Putanges, França; 18 de març de 1871, París) va ser un enginyer francès fill d'un rellotger pobre .
Sorel va obtenir una patent el 10 de maig de 1837 per un mètode de "galvànic" per protegir el ferro de la corrosió donant-li capes de zinc fos o cobrint-lo ambpintura galvànica. Va ser el precursr del modern procés d'acer galvanitzat.
El 1867, Sorel va fer una nova forma de ciment combinant òxid de magnesi i clorur de magnesi, s'anomenà ciment Sorel i es fa servir en la pedra artificial i en ivori artificial (per exemple, enas it is known has been used for grindstones, til les boles de billar). És més resistent que el ciment Portland, però no s'aplica en la construcció.